# جاي براكاش
جاي براكاش (بالإنجليزية: Jai Prakash)‏ هو سياسي هندي، ولد في 16 أبريل 1958 في أوهان في الهند. حزبياً، نشط في سماجوادي. وقد انتخب عضو لوك سابها ‏.